# Mieczysław Wielomski
Mieczysław Wielomski (ur. 1 stycznia 1948 w Wałbrzychu, zm. 4 marca 2018) – polski artysta fotograf. Członek rzeczywisty i Artysta Fotoklubu Rzeczypospolitej Polskiej (AFRP). Członek Związku Polskich Artystów Fotografików.

## Życiorys
Mieczysław Wielomski mieszkał, pracował, tworzył w Czechowicach-Dziedzicach. Przeniósł na grunt polski zapomniane idee piktorializmu i stworzył na ich podstawie nowy kierunek fotografii – modern piktorializm. Był założycielem formacji fotograficznych: Kron, Hard i Landskapiści, które w znaczący sposób wpisały się w historię polskiej fotografii poprzez kreowanie nowej estetyki obrazu fotograficznego – tworząc tzw. dokument artystyczny. Z jego inicjatywy działa i pod jego kuratelą działała formacja Pictorial Team – grupa fotografów tworzących nowy kierunek w fotografii artystycznej – modern piktorializm.
Mieczysław Wielomski był członkiem Okręgu Śląskiego Związku Polskich Artystów Fotografików (legitymacja nr 792). Jest autorem i współautorem wielu wystaw fotograficznych; indywidualnych, zbiorowych, poplenerowych, pokonkursowych. Brał aktywny udział w Międzynarodowych Salonach Fotograficznych – zdobywając wiele medali, nagród, wyróżnień, dyplomów, listów gratulacyjnych (w tym tytuł Autora Roku). Jest laureatem nagrody Ministerstwa Kultury i Dziedzictwa Narodowego, Ministra Kultury Rosji, Królewskiego Towarzystwa Fotograficznego, Sinar Award i innych. W 2017 roku został przyjęty w poczet członków Fotoklubu Rzeczypospolitej Polskiej Stowarzyszenia Twórców. Decyzją Komisji Kwalifikacji Zawodowych Fotoklubu RP, otrzymał dyplom potwierdzający kwalifikacje do wykonywania zawodu artysty fotografa, fotografika (legitymacja nr 424).
Współreprezentował polską fotografię na festiwalach polskiej kultury w kilkunastu krajach Europy, Azji i Afryki. W 2015 roku został prezesem Zarządu Stowarzyszenia Fotograficznego Przeciw Nicości, w ramach działalności którego współtworzył cykliczny Ogólnopolski Festiwal Fotografii Ojczystej. W styczniu 2018 roku został uhonorowany Medalem „Za Zasługi dla Fotografii Polskiej” – odznaczeniem przyznawanym przez Kapitułę Fotoklubu Rzeczypospolitej Polskiej Stowarzyszenia Twórców – w 100. rocznicę odzyskania przez Polskę niepodległości. Kilkadziesiąt prac Mieczysława Wielomskiego znajduje się w prywatnych kolekcjach, głównie niemieckich. Kilkaset jego prac wydrukowano  w kalendarzach oraz albumach. Mieczysław Wielomski zmarł 4 marca 2018 roku.

## Odznaczenia i wyróżnienia
- Medal im. Jana Bułhaka (1985)[8];
- Medal „Za Zasługi dla Fotografii Polskiej” (2018)[8];